# Don Hoefler
Donald Hoefler (Michigan, 3 ottobre 1922 – San Francisco, 15 aprile 1986) è stato un giornalista statunitense, noto per aver usato per la prima volta nella stampa il termine Silicon Valley.
Il suo amico Ralph Vaerst suggerì il nome "Silicon Valley" in una serie di articoli intitolati Silicon Valley, USA nel settimanale commerciale Electronic News a partire dall'11 gennaio 1971.

## Carriera
Prima di lavorare alla sua newsletter settimanale, Hoefler fu pubblicista e reporter presso la Fairchild Publications, la McGraw-Hill, la RCA Corp. e la Fairchild Semiconductor. Dalla metà degli anni '70 fino alla sua morte nel 1986, Hoefler pubblicò una newsletter chiamata Microelectronics News, il tabloid definitivo dell'industria emergente americana dei semiconduttori. Il Museo Nazionale di Storia Americana dello Smithsonian conserva la maggior parte dei numeri della newsletter disponibili per la consultazione online.

## Morte
Hoefler morì all'età di 63 anni il 15 aprile 1986, dopo una lunga malattia. Egli donò il suo corpo alla San Francisco Medical School della Università della California.